# Italian Line
Die Italian Line oder auch Italia Line (offizieller italienischer Name Italia – Società di Navigazione) war eine italienische Reederei mit Sitz in Genua, die von 1932 bis 2002 existierte. Bis 1981 betrieb die Reederei Passagier- und Kreuzfahrtschiffe, danach stieg sie auf Frachtschiffe um.

## Geschichte
Die Italian Line wurde 1932 gegründet, nachdem sich die Navigazione Generale Italiana und der Lloyd Sabaudo zu einer gemeinsamen Reederei zusammengeschlossen hatten. Zunächst kaufte die neu gegründete Reederei ältere Schiffe der Cosulich Line, kurz darauf wurden jedoch mit der Rex und der Conte di Savoia die ersten Neubauten der Reederei in Dienst gestellt. Die Rex konnte 1933 das Blaue Band gewinnen, was eine gute Werbung für die noch junge Reederei war.
Bei Beginn des Zweiten Weltkrieges bestand die Flotte der Italian Line aus dreizehn Schiffen, von denen nur vier von der Zerstörung verschont blieben. Ende der 1940er beschloss die Reederei daher, neue Passagierschiffe zu bauen, die dieses Defizit ausgleichen sollten. Diese von 1951 bis 1954 in Dienst gestellten Schiffe waren die Giulio Cesare, Augustus, Andrea Doria und die Cristoforo Colombo. Im Juli 1956 sank die Andrea Doria vor Nantucket Island, was einen großen Imageverlust für die Reederei darstellte. Als Ersatz für das gesunkene Schiff wurde 1960 die noch größere Leonardo da Vinci in Dienst gestellt. Ihr folgten 1965 die Schwesterschiffe Raffaello und Michelangelo.
In den 1970er Jahren verlagerte die Reederei ihren Schwerpunkt auf Kreuzfahrten und gründete dafür eigens 1977 einen Kreuzfahrtableger namens Italia Crociere, in dem neben den noch in Dienst stehenden alten Einheiten der Reederei auch zugekaufte Schiffe anderer Reedereien eingesetzt wurden. Dies blieb jedoch ohne größeren Erfolg, so dass die Reederei 1980 sämtliche Passagierschiffe ausmusterte und nun ausschließlich Frachtschiffe betrieb. 1998 wurde die jahrelang zum Staat gehörende Reederei an die italienische d’Amico Società di Navigazione verkauft. 2002 wurde die Italian Line nach 70 Jahren schließlich aufgelöst.

## Passagierschiffe
| Jahr        | Name               | Tonnage    | Werft                                            | Status/Schicksal                                        |
| 1932 (1908) | Tel Aviv           | 8.312 BRT  | Russell & Co., Port Glasgow                      | 1934 verschrottet                                       |
| 1932 (1917) | Colombo            | 12.003 BRT | Palmers Shipbuilding and Iron Company, Jarrow    | 1941 versenkt                                           |
| 1932 (1922) | Conte Rosso        | 18.017 BRT | William Beardmore and Company, Glasgow           | 1941 versenkt                                           |
| 1932 (1923) | Giulio Cesare      | 22.576 BRT | Swan Hunter, Wallsend                            | 1937 verkauft, 1944 bei Luftangriff zerstört            |
| 1932 (1923) | Duilio             | 24.281 BRT | Cantieri Navali Ansaldo di Sestri Ponente, Genua | 1937 verkauft, 1944 versenkt                            |
| 1932 (1925) | Conte Biancamano   | 23.562 BRT | William Beardmore and Company, Glasgow           | 1961 verschrottet                                       |
| 1932 (1926) | Roma               | 32.583 BRT | Giovanni Ansaldo & Co., Sestri Ponente           | 1941 zum Flugzeugträger umgebaut, 1945 versenkt         |
| 1932 (1927) | Augustus           | 32.650 BRT | Cantieri Navali Ansaldo di Sestri Ponente, Genua | 1942 zum Flugzeugträger umgebaut, 1944 versenkt         |
| 1932 (1927) | Saturnia           | 23.940 BRT | Cantiere Navale Triestino, Monfalcone            | 1965 verschrottet                                       |
| 1932 (1928) | Vulcania           | 23.970 BRT | Cantiere Navale Triestino, Monfalcone            | 1965 verkauft, 1974 verschrottet                        |
| 1932 (1928) | Conte Grande       | 25.661 BRT | Stabilimento Tecnico Triestino, Triest           | 1961 verschrottet                                       |
| 1932        | Conte di Savoia    | 48.502 BRT | Cantieri Riuniti dell'Adriatico, Triest          | 1943 versenkt                                           |
| 1932        | Rex                | 51.061 BRT | Cantieri navali Ansaldo di Sestri Ponente, Genua | 1944 versenkt                                           |
| 1935 (1923) | Calabria           | 9.475 BRT  | AG Weser, Bremen                                 | 1936 verkauft, 1940 versenkt                            |
| 1935 (1918) | Liguria            | 13.967 BRT | Barclay, Curle & Company, Belfast                | 1940 versenkt                                           |
| 1935 (1923) | Sardegna           | 11.392 BRT | Bremer Vulkan, Vegesack                          | 1937 verkauft, 1940 versenkt                            |
| 1935 (1923) | Sicilia            | 9.449 BRT  | AG Weser, Bremen                                 | 1936 verkauft, 1943 versenkt                            |
| 1935 (1923) | Toscana            | 9.429 BRT  | AG Weser, Bremen                                 | 1936 verkauft, 1962 verschrottet                        |
| 1937 (1932) | Neptunia           | 19.475 BRT | Cantieri Riuniti dell'Adriatico, Triest          | 1941 versenkt                                           |
| 1937 (1932) | Oceania            | 19.507 BRT | Cantieri Riuniti dell'Adriatico, Triest          | 1941 versenkt                                           |
| 1949        | Paolo Toscanelli   | 9.004 BRT  | unbekannt                                        | 1963 verkauft, 1973 verschrottet                        |
| 1951        | Giulio Cesare      | 27.078 BRT | Cantieri Riuniti dell'iatico, Triest             | 1974 verschrottet                                       |
| 1952        | Augustus           | 27.090 BRT | Cantieri Riuniti dell'Adriatico, Triest          | 1976 verkauft, 2012 verschrottet                        |
| 1953        | Andrea Doria       | 29.083 BRT | Cantieri Navali Ansaldo di Sestri Ponente, Genua | 1956 gesunken                                           |
| 1954        | Cristoforo Colombo | 29.191 BRT | Cantieri Navali Ansaldo di Sestri Ponente, Genua | 1977 verkauft, 1983 verschrottet                        |
| 1960        | Leonardo da Vinci  | 33.340 BRT | Cantieri Navali Ansaldo di Sestri Ponente, Genua | ab 1977 Kreuzfahrtschiff, 1980 ausgebrannt und gesunken |
| 1963 (1951) | Donizetti          | 13.226 BRT | Cantieri Riuniti dell'Adriatico, Triest          | 1977 verschrottet                                       |
| 1963 (1951) | Rossini            | 13.225 BRT | Cantieri Riuniti dell'Adriatico, Triest          | 1977 verschrottet                                       |
| 1963 (1951) | Verdi              | 13.226 BRT | Cantieri Riuniti dell'Adriatico, Triest          | 1977 verschrottet                                       |
| 1965        | Michelangelo       | 45.911 BRT | Cantieri Navali Ansaldo di Sestri Ponente, Genua | 1977 verkauft, 1991 verschrottet                        |
| 1965        | Raffaello          | 45.911 BRT | Cantieri Riuniti dell'Adriatico, Triest          | 1977 verkauft, 1983 versenkt                            |
| 1977 (1963) | Guglielmo Marconi  | 30.360 BRT | Cantieri Riuniti dell'Adriatico, Monfalcone      | 1983 verkauft, 2002 verschrottet                        |
| 1979 (1963) | Galileo Galilei    | 30.044 BRT | Cantieri Riuniti dell'Adriatico, Monfalcone      | 1983 verkauft, 1999 gesunken                            |
| 1979 (1957) | Ausonia            | 12.609 BRT | Cantieri Riuniti dell'Adriatico, Monfalcone      | 1983 verkauft, 2010 verschrottet                        |